# Tom și Jerry: Misiune pe Marte
Tom și Jerry: Misiune pe Marte (în engleză Tom and Jerry: Blast Off to Mars) este un film de animație direct-pe-video din 2005 cu tema în spațiu produs de studioul de animație Warner Bros. A fost realizat pe DVD și VHS pe 18 ianuarie 2005 și pe Blu-ray la 16 octombrie 2015.
Difuzarea în România a fost pe canalul Cartoon Network (în cadrul programului Cartoon Network Cinema) începând din 13 mai 2005, urmând ca apoi să se difuzeze și pe Boomerang (în cadrul programului Boomerang Cinema) începând din 2012.

## Sinopsis
Doi astronauți pornesc într-o expediție pe Marte vrând să afle dacă există viață acolo. Înainte de plecare Tom îl fugărește pe Jerry ajungând în navă. Când aterizează pe Marte astronauți stau timp de 5 minute și pleacă fără Tom și Jerry. Apoi Jerry află că pe Marte există viață și aceștia îl preamăresc pe el. Vrând să plece acasă, o marțiană îi ajută.
Ajunși pe Terra ei descoperă că marțieni vor să-i distrugă pe pământeni. Tom și Jerry distrug robotul marțienilor cu ajutorul osului lui Spike. Apoi Spike se răzbună pe Tom.

## Legături externe
- Tom și Jerry: Misiune pe Marte la Internet Movie Database